# Центр державної мови (Латвія)

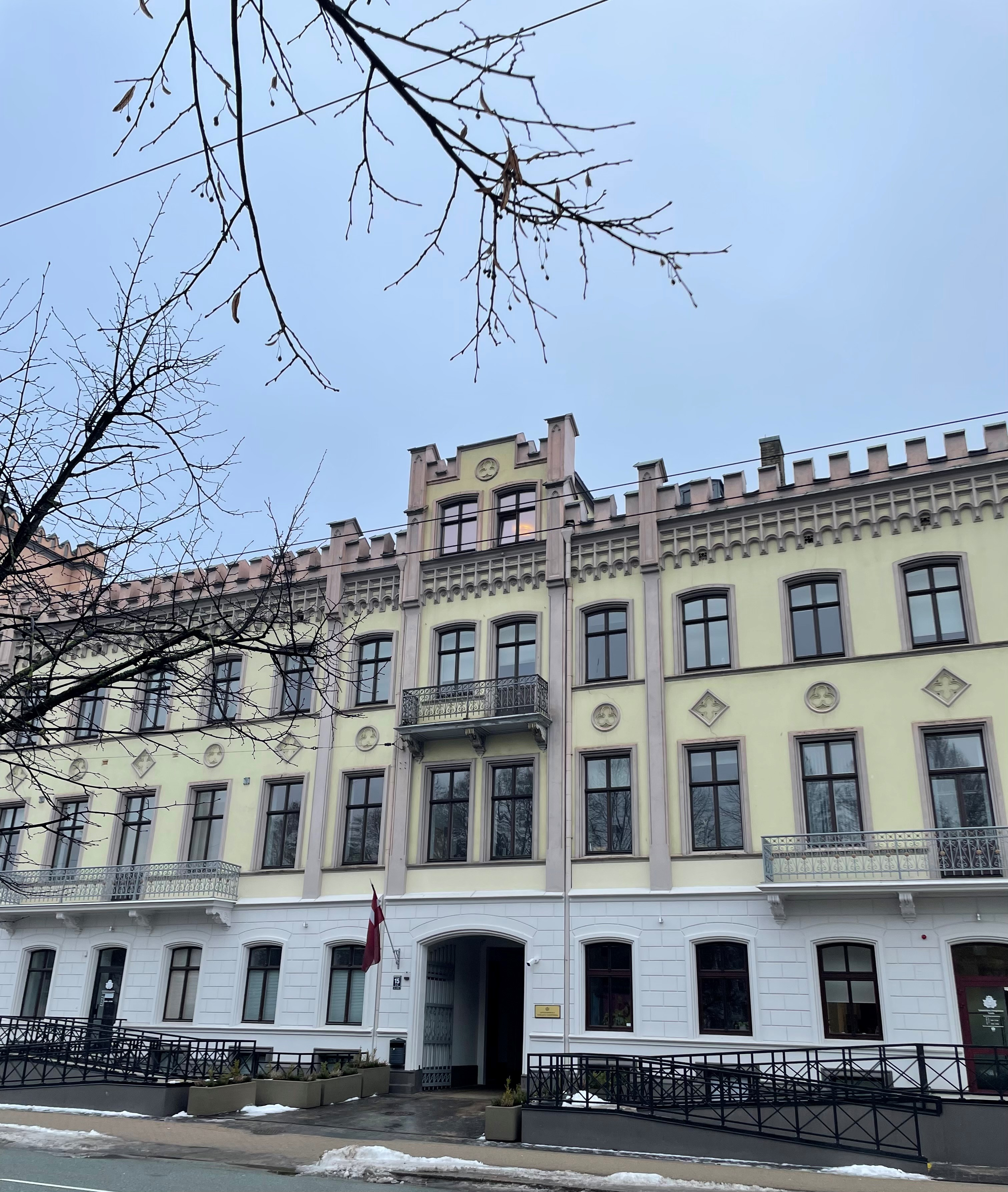

Центр державної мови (латис. Valsts valodas centrs) — державна установа в Латвії, регулятор латиської мови. Створений у 1992 році, головний офіс знаходиться в Ризі.

## Функції контролю
До функцій Центру входить перевірка дотримання нормативно-правових актів у сфері державної мови та адміністративне покарання за порушення. У 2011 році було оштрафовано 1062 людини, з них:
- 57% — за невикористання державної мови на потрібному для конкретної професії рівні (в основному — працівники сфери послуг)
- 28% — за продаж продукції без маркування державною мовою
- 6% — за надання публічної інформації (повідомлень, реклами) недержавною мовою
- 6% — за грубе порушення норм літературної мови при інформуванні громадськості